# Фуллер, Пенни
Пенни Фуллер (англ. Penny Fuller, род. 21 июля 1940) — американская актриса.

## Жизнь и карьера
Фуллер добилась наибольшей известности благодаря выступлениям на бродвейской сцене, на протяжении пяти десятилетий. Она четырежды была номинирована на премию «Тони» и трижды на «Драма Деск» за свою работу в театре. Она также известна благодаря своим выступлениям на телевидении. В 1982 году она выиграла премию «Эмми» за роль в телефильме The Elephant Man, адаптации одноимённой пьесы.
Фуллер получила ещё пять номинаций на «Эмми» на протяжении своей карьеры: в 1985 году за роль в телефильме Cat on a Hot Tin Roof, в 1991 за роль матери героини Даны Дилейни в телесериале «Чайна-Бич», в 1992 за роль в фильме «Мисс Роуз Уайт», в 1994 и в 1996 годах за гостевые роли в сериалах «Полиция Нью-Йорка» и «Скорая помощь» соответственно. В кино она появилась в таких картинах как «Вся президентская рать» и «Деревенщина в Беверли-Хиллз».